# Дом А. С. Прибыловской (музей)
Дом А. С. Прибыловской — музей в доме, где жила семья Ульяновых в 1870—1871 гг. Открылся 16 апреля 1970 года, расположен в городе Ульяновске, на площади Ленина, дом 1б. С 1974 года — объект культурного наследия федерального значения.

## Описание музея
Дом А. С. Прибыловской, где жила семья Ульяновых в 1870—1871 гг., в этом здании расположен Музей народного творчества, который существует с 1 декабря 1991 г. Ранее, в помещениях музея размещалась выставка подарков городу вождя пролетариата В. И. Ленина.

## История создания музея
Музей «Дом А. С. Прибыловской» создан в каменном доме вдовы дьякона Александры Семёновны Прибыловской, который находился на улице Стрелецкой. Семья Ульяновых поселилась в нём осенью 1870 года, когда Володе было полгода, Ульяновы перебрались на верхний этаж основного двухэтажного каменного дома А. С. Прибыловской. Их прежнее жильё стало неудобным. Флигель не предназначался для постоянного проживания, он был холодным и дети стали часто болеть.
Здесь 4 (16) ноября 1871 года родилась дочь Ольга. В доме А. С. Прибыловской Ульяновы квартировали по соседству с другими семьями, что стало не совсем удобно с появлением четвёртого ребёнка. Данное обстоятельство вновь поставило вопрос о поиске квартиры. Он был вскоре решён, когда рядом в доме Д. Ф. Жарковой освободилась квартира на втором этаже.
Постановлением Совета Министров РСФСР от 04.12.1974 г. № 624 "О дополнении и частичном изменении Постановления Совета Министров РСФСР от 30 августа 1960 г. № 1327 «О дальнейшем улучшении дела охраны памятников культуры в РСФСР», Дом Прибыловской, в котором жила семья Ульяновых в 1870—1871 гг. получил статус объект культурного наследия города Ульяновска федерального значения. В 2012 году статус был подтверждён приказом Министерства культуры РФ.
В ходе строительства Ленинского мемориала настоящий подлинный каменный дом Прибыловской был уничтожен, и вместо него была построена копия этого дома, передвинутая на восток. Реставрационные работы были проведены к 100-летию со дня рождения В. И. Ленина, на доме была установлена мемориальная доска. К марту 1970 года были завершены все внешние и внутренние работы, а 16 апреля 1970 года состоялось торжественное открытие Ленинского мемориала, которое возглавлял Генеральный секретарь ЦК КПСС Леонид Ильич Брежнев.